# Marina Vilageliu
Marina Vilageliu (Manlleu, 1946) és dissenyadora gràfica catalana.

## Trajectòria
Cursa estudis de Disseny Gràfic a l'Escola Elisava de Barcelona, on es gradua l'any 1968. Com a primera experiència professional treballa en dues agències publicitàries (CRIC i BGP). Entre els anys 1968 i 1972 treballa a l'estudi de disseny Zimmermann. L'any 1972 es trasllada a París, on treballa a Edicions Hachette com a maquetista de la revista Realités. Paral·lelament estudia Sociologia de l'Art i Fotografia. De nou a Barcelona, entre 1977 i 1980 ocupa el càrrec de cap de departament gràfic de l'Editorial Blume fins a l'any 1980.
L'any 1980 crea estudi propi, especialitzat en disseny i producció editorial, senyalització i imatges d'identitat per a la promoció de manifestacions culturals. Amb Mariona Aguirre i Jaume Carreras van compartir espai de treball i van col·laborar en diversos projectes, que signen amb les sigles MMJ.
Compagina la tasca professional amb la docència: imparteix classes de Disseny Tipogràfic i Disseny Editorial a l'Escola Elisava de Barcelona des del curs 1988-89, on donarà classes durant 25 anys i de Disseny Editorial a l'Escola ESDI de Sabadell durant el curs 1994-95.
L'any 1998 funda l'estudi Vilageliu & Coma i, a partir del 2009, va continuar com a Estudi Marina Vilageliu. Destaquen els seus treballs editorials i de difusió i comunicació d'esdeveniments culturals. Es conserva un dels seus treballs al Museu del Disseny de Barcelona i va ser una de les creadores presents a l'exposició Som aquí. Les dones en el disseny 1900-Avui que aquest museu va organitzar l'any 2023.